# ذنب الدلفين (نجم)
أو إبسلون الدلفين بالإنكليزية Epsilon Delphini وله اسم تقليدي Deneb Dulfim وهو عملاق أبيض مزرق في كوكبة الدلفين . يملك قدر ظاهري 4.03 ويبعد حوالي 359 سنة ضوئية